# کوی منبع آب
محلهٔ منبع آب در اهواز، همسایهٔ محله حصیرآباد، از محله‌های کارگرنشین این شهر می‌باشد. خیابان اصلی منبع آب، شهید کریم باوی نام دارد. احتمال می رود که بیشتر تراکم جمعیت مردم بختیاری در اهواز، در این منطقه باشند. 
کوی منبع آب که از اولین اجتماعات حاشیه‌نشینی در اهواز به شمار می‌آید، در حوزه استحفاظی منطقه ۷ شهرداری و در شرق اهواز واقع است. این محله در سال ۱۳۸۸ دارای وسعتی بیش از ۷۵۰ هزار متر مربع و جمعیتی معادل ۲۲۰۵۰ نفر (۱۱۷۰ خانوار) بود. این محله هم‌اکنون با مسائل متعدد کالبدی، اجتماعی، اقتصادی و زیست‌محیطی مواجه‌است، که می‌توان به ساخت‌وسازهای غیر مجاز، نداشتن پروانه ساخت و سند قانونی، نارسایی خدمات شهری، آلودگی زیست‌محیطی، بیکاری، اشتغال کاذب و مواردی از آن دست در منطقه اشاره کرد.

## پیشینه

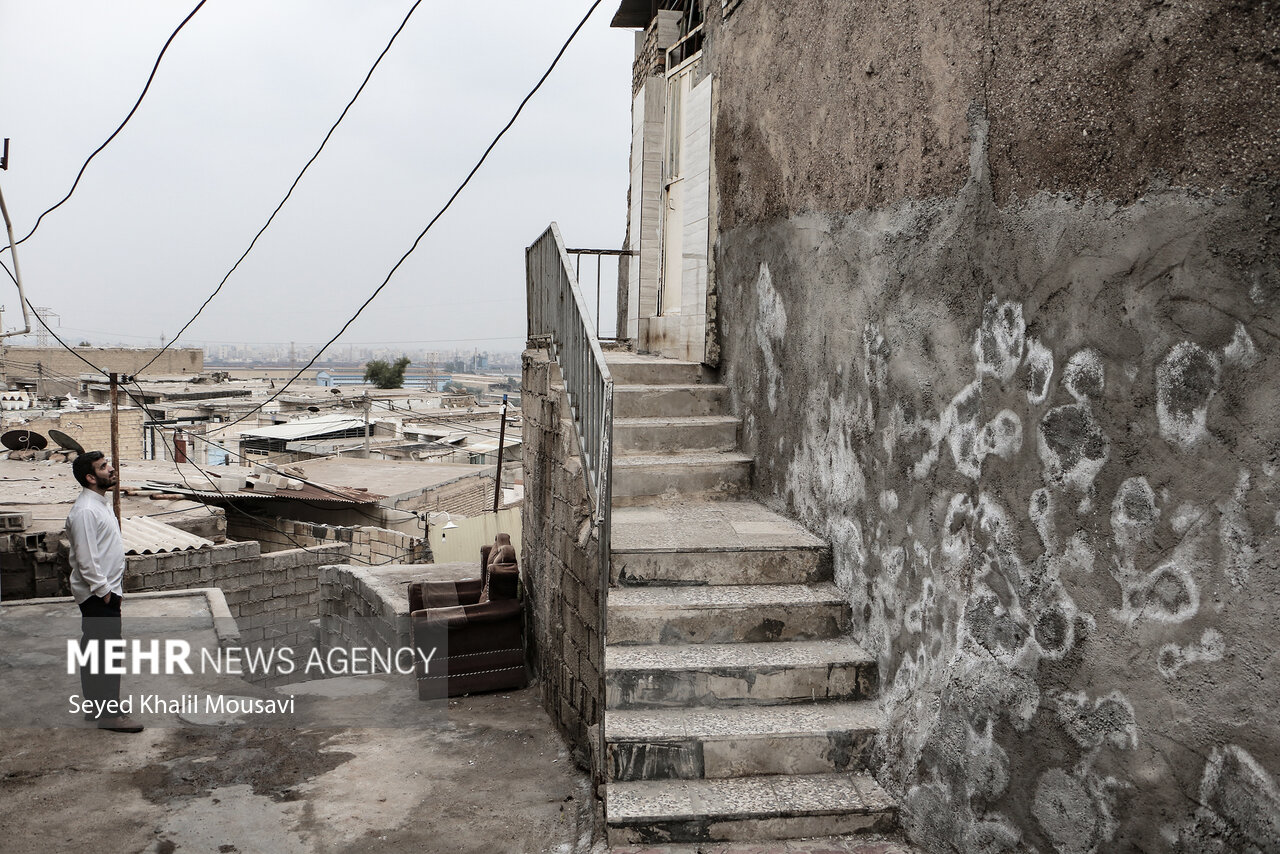
نمایی از بلندای منبع‌آب - بهمن ۲۵۸۱ ش. (۱۴۰۱ خ.)

کوی منبع آب، یکی از محله‌های قدیمی در اهواز به شمار می‌آید که در قلب شهر قرار دارد. در سال ۱۳۵۶ به دستور دکتر شیرانی، شهردار اهواز، این ناحیه را که در آن زمان کوه بود، صاف کردند و به نمایندگی تعاونی مسکن به هریک از کارگران شهرداری ۱۶۰ متر مربع زمین تعلق گرفت و در سال ۱۳۵۷ به آنها تحویل داده شد. بعدها دیگر شهروندان که اکثرشان را افراد عادی تشکیل می‌دادند، به صورت بی‌ضابطه و غیررسمی به تسطیح کوه پرداختند و خانه‌هاشان را در آنجا بنا کردند-که این روند همچنان ادامه دارد. در زمان حاضر این محله شامل سه قسمت است: 
1. خانه‌های سازمانی آبی؛ که در واقع به کارکنان سازمان آب واگذار شده بود و شامل ۱۰ خیابان فرعی و ۲ خیابان اصلی به مساحت ۴۰ هزار متر مربع است.
2. فاز ۳ شهرداری؛ که بیشتر شهروندان آن را کارگران شهرداری تشکیل می‌دهند و شامل خیابان‌های ۱ تا ۱۸ به مساحت ۷۷۰ هزار متر مربع است.
3. خانه‌های تصرفی؛ که شامل خیابان‌های ۱۹ تا ۲۶ یعنی ۸ خیابان به مساحت ۲۵۰ هزار متر مربع است. البته بعضی از خانه‌های خیابان‌های ۱۰ تا ۱۳ نیز جزء خانه‌های تصرفی شمرده می‌شوند. این ناحیه بر روی تپه‌هایی قرار گرفته‌است که می‌تواند بهترین منظرگاه شهری به شمار آید و مکان مناسبی برای بهترین چشم‌انداز شهر باشد. ولی استقرار سکونتگاه‌های بی‌ضابطه باعث شده‌است که این تپه‌ها به شکلی ناهنجار بر چهره شهر آشکار گردند.